# Eupithecia alticomora
Euphitecia alticomora es una especie de polilla de la familia Geometridae. La especie fue descrita por primera vez por Claude Herbulot habiendo sido descrita en 1970, con distribución en las Comoras. El holotipo de la especie fue descrita en los alrededores de la Gran Comora, en la zona de Convalescence que es la falda norte del monte Karthala, a aproximadamente 1700 metros (5577,4 pies) de altitud.